# Смелтертаун (Колорадо)
Смелтертаун (англ. Smeltertown) — переписна місцевість (CDP) в США, в окрузі Чаффі штату Колорадо. Населення — 88 осіб (2020).

## Географія
Смелтертаун розташований за координатами 38°33′8″ пн. ш. 106°0′30″ зх. д. / 38.55222° пн. ш. 106.00833° зх. д. (38.552322, -106.008417).  За даними Бюро перепису населення США в 2010 році переписна місцевість мала площу 0,38 км², уся площа — суходіл.

## Демографія
Згідно з переписом 2010 року, у переписній місцевості мешкало 120 осіб у 46 домогосподарствах у складі 36 родин. Густота населення становила 317 осіб/км².  Було 49 помешкань (130/км²).
Расовий склад населення:
| - 96,7 % — білих - 0,8 % — азіатів - 1,7 % — осіб інших рас |

До двох чи більше рас належало 0,8 %. Частка іспаномовних становила 15,8 % від усіх жителів.
За віковим діапазоном населення розподілялося таким чином: 22,5 % — особи молодші 18 років, 60,0 % — особи у віці 18—64 років, 17,5 % — особи у віці 65 років та старші. Медіана віку мешканця становила 39,8 року. На 100 осіб жіночої статі у переписній місцевості припадало 87,5 чоловіків;  на 100 жінок у віці від 18 років та старших — 89,8 чоловіків також старших 18 років.
Середній дохід на одне домашнє господарство  становив 56 254 долари США (медіана — 46 429), а середній дохід на одну сім'ю — 42 102 долари (медіана — 32 222). 
Цивільне працевлаштоване населення становило 116 осіб. Основні галузі зайнятості: мистецтво, розваги та відпочинок — 51,7 %, освіта, охорона здоров'я та соціальна допомога — 22,4 %, оптова торгівля — 9,5 %, будівництво — 8,6 %.